# Minh Quang, Tam Đảo
Minh Quang là một xã thuộc huyện Tam Đảo, tỉnh Vĩnh Phúc, Việt Nam.
Xã có diện tích 49,77 km², dân số năm 1999 là 9692 người, mật độ dân số đạt 195 người/km².